# The Chronicles of Narnia: Prince Caspian (coloană sonoră)
The Chronicles of Narnia: Prince Caspian este coloana sonoră a filmului cu același nume. Harry Gregson-Williams este principalul compozitor al coloanei sonore, lansate pe data de 13 mai 2008.
A fost lăudată de critici pentru natura ei „mai întunecată” și „mai matură”, comparativ cu coloana precendentă, dar citicată pentru folosirea multor teme din primul film.

## Lista pieselor
1. „Prince Caspian Flees” - 4:33
2. „The Kings and Queens of Old” - 3:26
3. „Journey to the How” - 4:39
4. „Arrival at Aslan’s How” - 2:53
5. „Raid on the Castle” - 7:00
6. „Miraz Crowned” - 4:42
7. „Sorcery and Sudden Vengeance” - 6:15
8. „The Duel” - 5:51
9. „The Armies Assemble” - 2:17
10. „Battle at Aslan’s How” - 5:14
11. „Return of the Lion” - 4:10
12. „The Door In the Air”  - 7:50
13. „The Call” (Regina Spektor) - 3:07
14. „A Dance ‘Round the Memory Tree” (Oren Lavie) - 3:38
15. „This Is Home” (Switchfoot) - 3:58
16. „Lucy” (Hanne Hukkelberg) (Nu este apare în film) - 4:32

„The Call” și „This Is Home” apar în film cu versurile și melodia parțial modificate, facându-le diferite de versiunea din coloana sonoră.
„Lucy” nu a apărut în versiunea teatrală, dar este prezentă pe DVD.

## Muzicieni
Muzicieni care au fost implicați în producerea coloanei sonore.
- Compus și dirijat de Harry Gregson-Williams
- Muzică adițională de Stephen Barton, Halli Cauthery și David Buckley
- Programarea percuției de Hybrid
- Orchestra contractată de Isobel Griffiths
- Maestrul concertului: Perry Montague-Mason
- Cor: The Bach Choir, The Apollo Voices și The Crouch End Festival Chorus

## Poziții în topuri
| Top                            | Poziție |
| ------------------------------ | ------- |
| iTunes Top Overall Albums      | #2      |
| Billboard 200                  | #26     |
| Billboard Comprehensive Albums | #26     |
| Billboard Top Soundtracks      | #3      |
| Billboard Top Digital Albums   | #5      |